# Mein Restaurant
Mein Restaurant ist eine deutsche Reality-Spielshow, die vom privaten Fernsehsender VOX ausgestrahlt wird.
Die Sendung basiert auf der inzwischen mehrfach international adaptierten australischen Sendung My Restaurant Rules, die erstmals 2004 von Seven Network produziert und gesendet wurde.

## Inhalt
Bei Mein Restaurant treten fünf Paare aus fünf Städten (in der 2008er Staffel Berlin, Hamburg, Köln, Leipzig, München) gegeneinander an. Jedes der Paare versucht, ein selbst entwickeltes Restaurantkonzept erfolgreich umzusetzen.
Zu Beginn der Serie bekommt jedes der Paare ein heruntergekommenes gastronomisches Objekt zugeteilt, das sie unter gleichen Rahmenbedingungen innerhalb von acht Wochen zu einem funktionierenden Restaurant ausbauen müssen.
Durch die Bewertungen einer Jury – bestehend aus dem Koch Tim Mälzer, Hotelmanagerin Eva-Miriam Gerstner und dem Gastronomen Christoph Strenger – können die Paare zusätzliches Kapital für den Aufbau des Betriebes erhalten. Hierzu werden von den Kandidaten in zwei Runden das Konzept und ein Businessplan vorgestellt.
Noch vor der Eröffnung finden in allen Städten ein Testessen mit einer Jury sowie eine Vorpremiere für Familien und Freunde der Paare statt. Mit der offiziellen Eröffnung beginnen dann der reguläre Restaurantbetrieb und die Nominierungsphase.
Alle zwei Wochen werden zwei der fünf Restaurants vom Sender nominiert, und in der jeweils darauffolgenden Woche wird eines davon von den Zuschauern per Telefonabstimmung abgewählt. Das betreffende Restaurant muss innerhalb von 15 Minuten geräumt werden, die Betreiber müssen die Schlüssel zurückgeben und sind somit aus der Sendung ausgeschieden. Das Restaurant bleibt im Besitz der Produktionsfirma.
Gewinner der Spielshow und damit auch des eigenen Restaurants ist das Betreiberpaar, das als letztes im Spiel bleibt.

## Erste Staffel
In der ersten Staffel im Jahr 2008 waren folgende Teams angetreten:
- Lena & Martin aus Berlin – „bloom“

- Conny & Hannes aus Hamburg – „Graurocks“

- Bita & Kay aus Köln – „copa room“

- Susann & Markus aus Leipzig – „TessaNova“

- Anna & Toby aus München – „Grinsekatze“

In der Sendung vom 14. November 2008 schied das Restaurant in Leipzig mit einem minimalen Unterschied zu München aus, am 28. November 2008 das Restaurant in Berlin. Das Finale bestritten München und Hamburg, das Kölner Restaurant schied ebenfalls aus.
Im Finale am 19. Dezember 2008 entschied das Restaurant in München den Sieg für sich. Die beiden Kandidaten durften somit ihr Restaurant behalten. Das Restaurant in Hamburg musste schließen.
Innerhalb eines Jahres war das Gewinner-Restaurant „Grinsekatze“ insolvent, die Betreiber sahen die Ursache in mangelnder Erfahrung und „schlechter bzw. keiner“ Beratung.

## Zweite Staffel
Die von VOX ursprünglich für Herbst 2009 angekündigte zweite Staffel wurde laut Medienberichten auf unbestimmte Zeit verschoben.